# 宝勝寺 (群馬県甘楽町)
宝勝寺（ほうしょうじ）は群馬県甘楽町にある仏教寺院。境内には鎌倉時代や南北朝時代の石造遺物を有し、甘楽町の重要文化財に指定されている。

## 歴史

### 創建
文政年間（1818年 - 1831年）の史料などによれば、寺のルーツは弘長年間（1261年 - 1263年）に遡る。至徳元年（1384年）には、多野郡（高崎市吉井町）奥平の奥平氏の勧請により、京都の仁和寺の僧、元隃を招聘した。このときに寺は鏑川右岸の奥平へ移り、「大導坊地蔵院悲願山宝勝寺」と号したという。
その後、寺は永正年間（1504年 - 1521年）に中興され、鏑川左岸の現在地（甘楽郡）へ移転した。史料によれば、多野郡・甘楽郡一円に13の末寺を有していた。

### 江戸時代
戦国時代に一帯を支配した小幡氏や、戦国時代末期に一帯を授けられた奥平信昌（徳川家康の娘婿）は宝勝寺を祈願所とした。江戸時代に甘楽郡に小幡藩がおかれ、織田信長の孫にあたる織田信良が藩主となると、その後の歴代の織田氏藩主も宝勝寺を祈願所と定め、寺社領（朱印地）6石を与えている。
江戸時代中期に織田氏が転封になり、奥平松平氏（松平忠尚系）が小幡藩主になった。転封後2代目にあたる松平忠福は、寛政4年（1792年）に山号を「歓喜山」に改めた。文化11年（1814年）の伊能忠敬による測量にも「御朱印六石真言宗歓喜山宝勝寺　阿弥陀如来」と記録されている。
寺は歴代の小幡藩の重臣たちの菩提寺ともなっている。

### 近代以降
1907年（明治40年）に真言宗の宝常院を併合した。

## 文化財

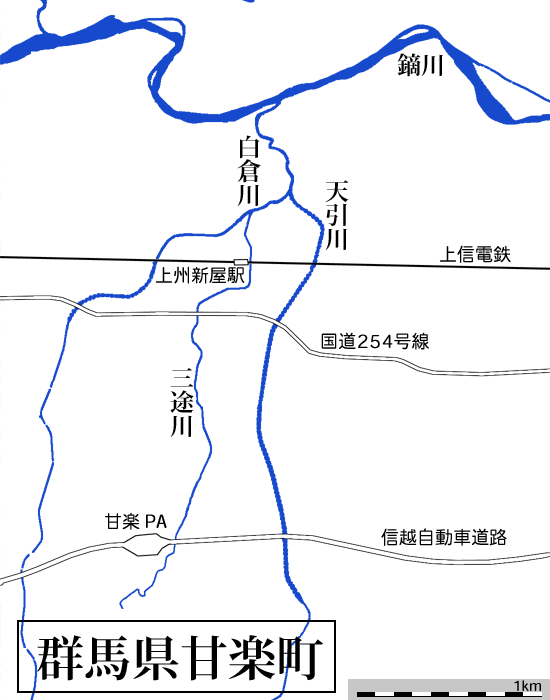
鏑川と三途川の位置

境内には、寺を創建した紀藤権守の供養碑があり、その板碑には文永5年（1268年）の銘がある。応永8年（1401年）の銘が刻まれた宝篋印塔もある。
史料によると、延宝元年（1673年）に火災があり建物を焼失した。このときに寺宝類も被害を被ったという。
寺に伝わる「宝勝寺起立書（起立文書）」は、甘楽町の重要文化財に指定されている。この文書は、小幡藩藩主の松平忠恵の要請により、32代住職である浄光が著したもので、本寺・末寺や附属施設の歴史をまとめた縁起書である。文政3年（1820年）に藩の寺社奉行に提出されており、その写しが現存する。

### 三途の川と姥子堂
宝勝寺は下仁田街道（現在の国道254号）が鏑川の支流を渡る地点の北側に位置している。この支流は「三途川」という。伝承では奈良時代の仏僧行基による命名というが、宝勝寺の住職によれば、鉄分を多く含有する川の水が赤く見えることからこの名があるのではないかという。
現在の宝勝寺境内は三途川に面している。三途川を下仁田街道が渡る橋のたもとには「姥子堂」とよばれる仏堂があり、奪衣婆が祀られている。「宝勝寺起立書（起立文書）」は、もともと行基が奪衣婆の木像をつくって祀ったものだと伝える。しかし、像と姥子堂は江戸時代の火災で失われており、現存するものは江戸時代に再建されたものである。この姥子堂は宝勝寺が管理しており、甘楽町の史跡に指定されている。